# NGC 5836
NGC 5836 é uma galáxia espiral barrada (SBb) localizada na direcção da constelação de Ursa Minor. Possui uma declinação de +73° 53' 35" e uma ascensão recta de 14 horas, 59 minutos e 31,1 segundos.
A galáxia NGC 5836 foi descoberta em 16 de Março de 1785 por William Herschel.